# Vaya con Dios (film)
Vaya con Dios è un film comico tedesco del 2002 diretto da Zoltan Spirandelli, con lo stile di un road movie.

## Trama
La storia segue il viaggio di tre monaci dell'Ordine Cantoriano (immaginario) che  vivevano in un'antica abbazia nel Brandeburgo. I cantoriani parlano latino e mantengono una vita religiosa, in cui la gerarchia gioca un ruolo minore, e credono che lo Spirito Santo si rivela nella musica, in particolare nella voce. A causa di questa dottrina eretica, i Cantori sono stati perseguitati dalla Chiesa Cattolica Romana dal 1693. Sono sopravvissuti solo due monasteri, uno nel Brandeburgo e il monastero materno di Montecerboli in Italia. La comunità tedesca sta affrontando la fine della sua storia, il monastero è in rovina e l'ordine non può pagare il mutuo. Alla morte dell'ultimo Abate, Stephen (Traugott Buhre), che aveva sempre protetto il suo monastero dal mondo, l'abbazia si dissolve e gli altri tre monaci, come da ordini di Stephens, si recarono al monastero italiano.
Totalmente impreparati ad affrontare il mondo esterno, i tre monaci viaggiano a piedi attraverso l'Europa, fino a quando incontrano nei loro viaggi una giovane giornalista, Chiara (Chiara Schoras) che si offre di dare loro un passaggio. La storia segue il loro viaggio in cui ciascuno dei monaci affronta le proprie tentazioni. Arbo (Daniel Brühl), il monaco più giovane, che ha vissuto nel monastero per tutta la vita si innamora di Chiara e lotta per non tradire i suoi voti, mentre il monaco Tassilo (Matthias Brenner) è tentato a ritornare alla fattoria dei suoi genitori in quanto la madre è rimasta sola a gestirla.

## Musiche
Nel film vi sono canzoni di epoche diverse:
- A Bon Bard, composto da "Perrinet" può essere ascoltata nei titoli di testa.
- All'inizio del film i monaci del (fittizio) monastero di Auersberg cantano Tu solus del compositore rinascimentale Josquin des Prez.
- Il Pater Noster di Igor Strawinsky - è cantato dai monaci mentre camminano lungo i binari del treno.
- Prima del pernottamento nella foresta, i monaci in una cava cantano l'inizio del Vangelo di Matteo in stile Fauxbourdon.
- Come canto glorioso della S. Messa con i Gesuiti a Karlsruhe si può ascoltare un arrangiamento in tre parti dell'inno del XVII secolo di Georg Neumark Wer nur den lieben Gott läßt walten. È stato montato per il film da Tobias Gravenhorst, anche come attore che interpreta l'organista.
- Alla fine del film, a Montecerboli, di nuovo 'Tu solus.
- L'attrice Chiara Schoras canta la musica di D. F. Petersen nei titoli di coda.

## Musica
La musica gioca una parte importante nella trama, con i tre monaci che irrompono spontaneamente in canzoni per tutto il film, anche se sarebbe sbagliato considerare il film un musical, poiché la musica non ricopre lo stesso ruolo.
Allo stesso modo, sebbene abbia elementi sia di commedia che di romanticismo, sarebbe sbagliato definire il film un romcom.